# Briennois
Le Briennois est une région française autour de Brienne-le-Château dans l'Aube. 
Traversée par l'Aube, cette micro-région relevant de la Champagne humide est délimitée au sud-ouest par le Parc naturel régional de la forêt d'Orient et ses lacs ainsi qu'au nord-est par la forêt de Soulaines.
La région est connue pour ses églises à pans de bois.